# Björnstad
Björnstad è una serie drammatica svedese trasmessa in anteprima su HBO Nordic nel 2020. La serie è basata sul romanzo La città degli orsi di Fredrik Backman. La serie, composta da cinque episodi, è stata creata da Anders Weidemann, Antonia Pyk, Linn Gottfridsson e diretta da Peter Grönlund.

## Trama
La star dell'hockey Peter Andersson torna nella sua città natale di Björnstad per allenare la squadra giovanile di hockey su ghiaccio. Quando uno dei giocatori della squadra junior viene accusato di aver abusato sessualmente della figlia di Peter, la piccola comunità viene profondamente e completamente sconvolta.

## Episodi
| N° | Titolo     | Prima TV        | Prima TV Italia |
| -- | ---------- | --------------- | --------------- |
| 1  | Episodio 1 | 18 ottobre 2020 | Inedito         |
| 2  | Episodio 2 | 18 ottobre 2020 | Inedito         |
| 3  | Episodio 3 | 25 ottobre 2020 | Inedito         |
| 4  | Episodio 4 | 1 novembre 2020 | Inedito         |
| 5  | Episodio 5 | 8 novembre 2020 | Inedito         |

## Produzione
La serie è stata girata nel 2019 a Gällivare e dintorni oltre che a Övertorneå, Kalix, Haparanda, Malmberget e Kiruna.